# Massimo Pigliucci

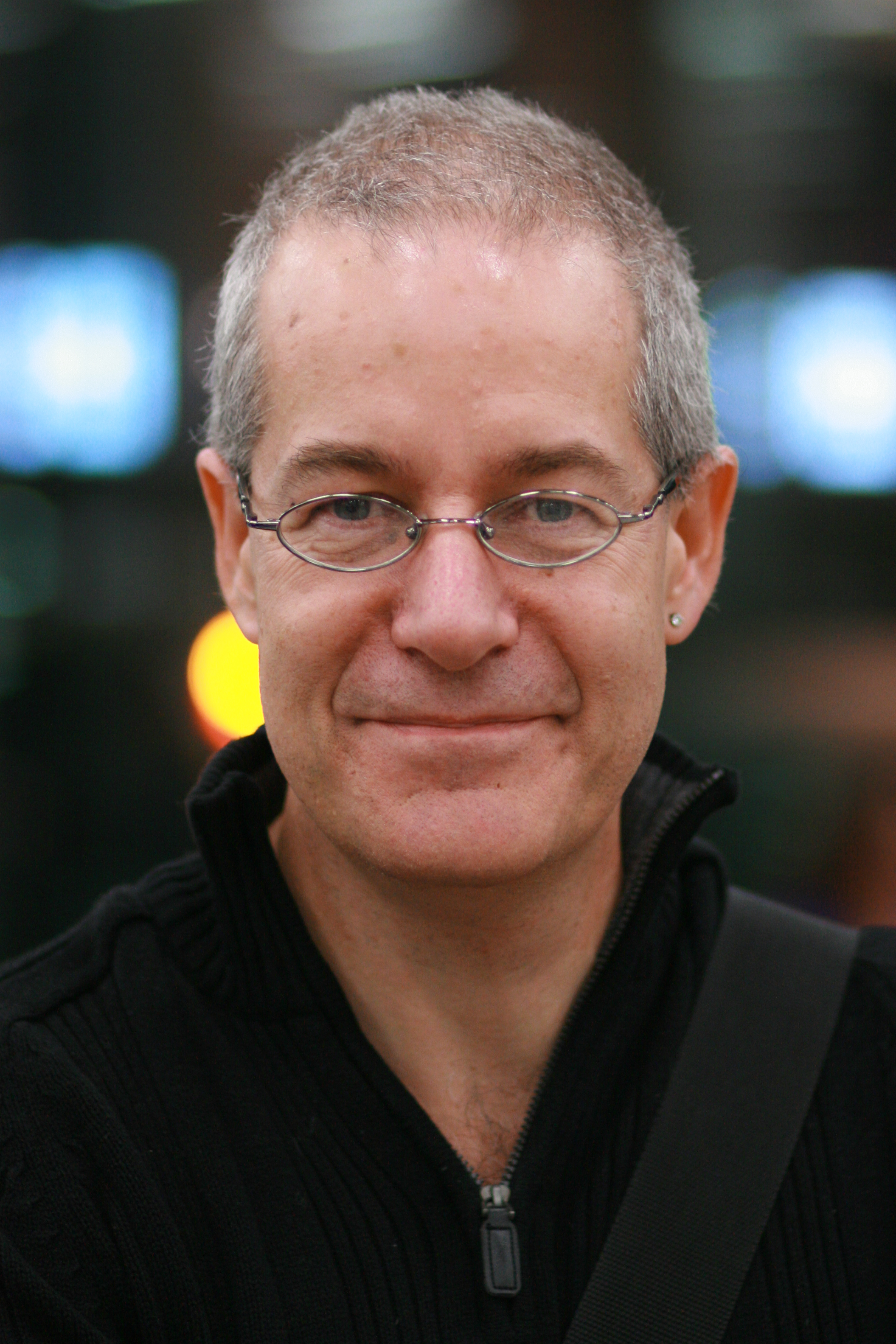
Massimo Pigliucci.

Massimo Pigliucci, (16 de janeiro de 1964, Monróvia, Liberia) é um professor de Filosofia na CUNY-City College, anteriormente foi co-anfitrião do Podcast Rationally Speaking, e ex-editor chefe da revista online Salon Scientia. Ele é um crítico notório das pseudociências, especialmente do criacionismo, e um defensor do laicismo e da Educação Científica.

## Biografia
Pigliucci nasceu em Monróvia, na Libéria, mas foi criado em Roma, Itália. Ele tem doutorado em genética pela Universidade de Ferrara, na Itália, um Ph.D. em biologia pela Universidade de Connecticut, e um Ph.D. em Filosofia da Ciência pela Universidade do Tennessee. Ele é um membro da Associação Americana para o Avanço da Ciência e do Comitê para a Investigação Cética.
Pigliucci foi Professor de Ecologia e Evolução na Stony Brook University. Ele explorou a plasticidade fenotípica, interações genótipo-ambiente, a seleção natural, e as restrições impostas sobre a seleção natural pela composição genética e o desenvolvimento de organismos. Em 1997, enquanto trabalhava na Universidade do Tennessee, Pigliucci recebeu o Prêmio Theodozius Dobzhansky, concedido anualmente pela Sociedade para o Estudo da Evolução, que reconheceu as realizações promissoras de um excepcional jovem biólogo evolucionário. Como filósofo, Pigliucci está interessado na estrutura e fundações da teoria da evolução, a relação entre a ciência e a filosofia, e a relação entre ciência e religião. Ele é um defensor da síntese evolutiva prolongada.
Pigliucci escreve regularmente para a Skeptical Inquirer sobre temas como a negação das alterações climáticas, design inteligente, pseudociência e filosofia. Ele também escreve para Philosophy Now e mantém um blog chamado "Rationally Speaking". Ele tem debatido com "negadores da evolução" (criacionistas da Terra jovem e defensores do Design Inteligente), Incluindo os criacionistas da Terra Jovem Duane Gish e Kent Hovind e os defensores do Design Inteligente William Dembski e Jonathan Wells em muitas ocasiões.

## Pensamento crítico e ceticismo
Apesar de Pigliucci ser ateu, ele não acredita que a ciência exige necessariamente o ateísmo por causa de duas distinções: a distinção entre o naturalismo metodológico e o naturalismo filosófico, e a distinção entre juízos de valor e as questões de fato. Ele acredita que muitos cientistas e educadores de ciências deixam de apreciar essas diferenças. Pigliucci criticou escritores do "Novo Ateísmo" por abraçar o que ele considera ser um Cientificismo (embora ele coloque o filósofo Daniel Dennett como exceção desta carga). Em uma discussão respondendo sobre questões do livro Aristotle: How Science and Philosophy Can Lead Us to a More Meaningful Life, Pigliucci disse ao apresentador do podcast Skepticality Derek Colanduno, "Aristóteles foi o primeiro pensador antigo que realmente levou a sério a ideia de que você precisa de ambos os fatos empíricos, você precisa uma abordagem baseada em evidências para o mundo e você precisa ser capaz de refletir sobre o significado desses fatos. Se você quer respostas para questões morais, em seguida, você não pedirá ao neurobiólogo, você não pedirá ao biólogo evolucionário, e sim perguntará o filósofo."
Pigliucci descreve sobre a missão de céticos, referenciando o livro de Carl Sagan O Mundo assombrado pelos Demônios: A Ciência como uma vela no escuro, dizendo "O que os céticos devem fazer é manter esse vela acesa e espalhá-la, tanto quanto possível" Pigliucci atua no conselho do NYC Skeptics e no conselho consultivo da Coalizão Secular da América.
Em 2001, ele debateu com William Lane Craig sobre a existência de Deus.
Massimo Pigliucci criticou o artigo do jornal feito pelo papa Francisco intitulada "Um diálogo aberto com os não-crentes". Pigliucci viu o artigo como um monólogo, em vez de um diálogo e, em uma resposta dirigida pessoalmente a Francisco, escreveu que o Papa ofereceu aos não-crentes
| “ | uma reafirmação de fantasias inteiramente infundadas a respeito de Deus e de seu Filho... seguida por uma confusão entre o conceito de amor e de verdade, tudo salpicado por uma quantidade significativa de revisionismo histórico e negação francamente das facetas mais feias da sua Igreja (e você vai notar que eu nem sequer trouxe o assunto pedofilia!. | ” |

### Rationally Speaking
Em agosto de 2000 Massimo começou com uma coluna mensal chamada Rationally Speaking. Em agosto de 2005, a coluna se tornou um blog onde ele escreveu blogs até março de 2014. Desde 1 de fevereiro de 2010, ele foi co-anfitrião do podcast bi-semanal Rationally Speaking juntamente com Julia Galef, a quem ele conheceu na Northeast Conference on Science and Skepticism, realizada em setembro de 2009. O podcast é produzido pela New York City Skeptics. Ele deixou o Podcast em 2015 para seguir outros interesses. Em 2010, como entrevistado do podcast, Neil deGrasse Tyson explicou a sua justificativa para se gastar grandes quantias de dinheiro do governo em programas espaciais. Ele eventualmente faz a transcrição de seu desempenho como convidado no show em seu livro Space Chronicles, com um capítulo inteiro cobrindo oito páginas. Um outro episódio em que Tyson explicou a sua posição sobre o rótulo de ateísmo recebeu atenção na NPR.

## Bibliografia

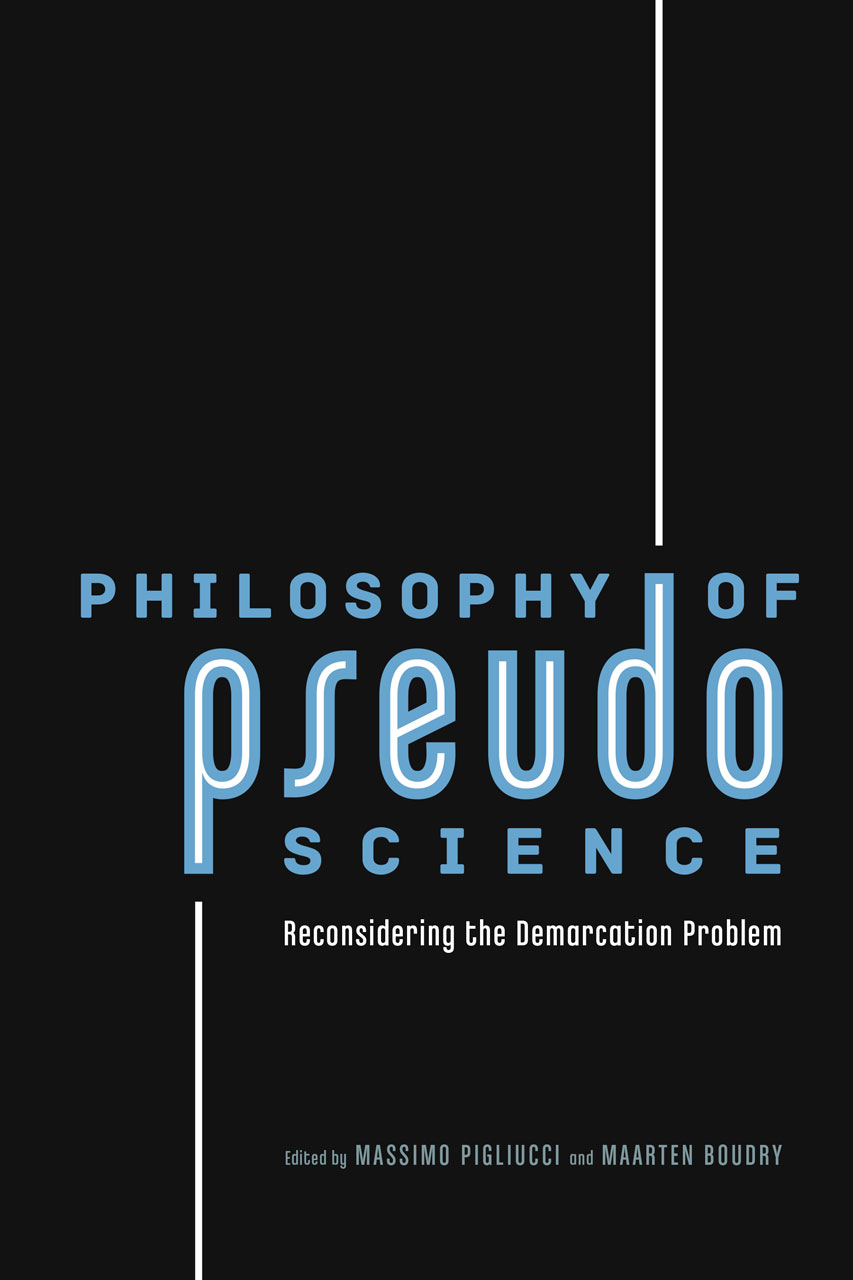
Capa do livro Philosophy of Pseudoscience.

### Livros
- How to Be a Stoic: Using Ancient Philosophy to Live a Modern Life (Basic Books, 2018).
- Philosophy of Pseudoscience: Reconsidering the Demarcation Problem (2013) com Maarten Boudry.
- Evolution - The Extended Synthesis](com Gerd B. Müller, beide Hg., MIT Press 2010).
- Nonsense on Stilts: How to Tell Science from Bunk. University of Chicago Press 2010. ISBN 0226667863
- Making Sense of Evolution (com Jonathan Kaplan, Chicago Press, 2006).
- Phenotypic Integration (Oxford Press, 2003).
- Denying Evolution: Creationism, Scientism, and the Nature of Science (Sinauer, 2002).
- Phenotypic Plasticity (Johns Hopkins, 2001).
- Tales of the Rational (Freethought Press, 2000).
- Phenotypic Evolution (com Carl Schlichting, Sinauer, 1998).

### Artigos
- "Is evolutionary psychology a pseudoscience?". Skeptical Inquirer 30 (2): 23–24. 2006.
- "Science and fundamentalism". EMBO reports 6 (12): 1106–9. 2005. doi:10.1038/sj.embor.7400589.
- "The power and perils of metaphors in science". Skeptical Inquirer 29 (5): 20–21. 2005.
- "What is philosophy of science good for?". Philosophy Now 44: 45. January–February 2004.
- Pigliucci M, Banta J, Bossu C, et al. (May–June 2004). "The alleged fallacies of evolutionary theory". Philosophy Now 46: 36–39.